# GJ 758
GJ 758 — зоря Головної Послідовності класу G розташована приблизно в 50 світлових роках від Землі, у сузір'ї Ліри.
Планетна система навколо зірки GJ 758 нагадує Сонячну систему.
У 2009 році за допомогою нової камери, встановленої на телескопі Субару на Гавайських островах, астрономам вперше вдалося отримати оптичний знімок самої холодної з виявлених досі планет за межами Сонячної системи. Результати спостережень опубліковані в науковому журналі «Astrophysical Journal».
В рамках двох серій спостережень, проведених у травні та серпні 2009 року групою астрономів з Інституту астрономії Макса Планка, на еліптичній орбіті навколо зірки GJ 758 була виявлена планета — газовий гігант масою в 10-40 разів перевищує Юпітер.
При цьому середня температура поверхні планети становить 280—370 градусів за Цельсієм. Відстань від планети до зірки приблизно дорівнює відстані між Сонцем і планетою Нептун.
Вчені вважають, що ця планета, що отримала позначення GJ 758B, може бути коричневим карликом, тобто зіркою, що знаходиться в стадії гравітаційного стиснення.